# Leptosphaeria scitula
Leptosphaeria scitula är en svampart som beskrevs av Syd. 1938. Leptosphaeria scitula ingår i släktet Leptosphaeria och familjen Leptosphaeriaceae.   Inga underarter finns listade i Catalogue of Life.